# Palm Valley (comté de Cameron, Texas)
Pour les articles homonymes, voir Palm Valley.
Palm Valley est une ville située au nord-ouest du comté de Cameron, en banlieue de Harlingen, au Texas, aux États-Unis,. La ville est incorporée en tant que town en 1969, puis le 11 septembre 1980 en tant que city.

## Démographie
Lors du recensement de 2010, la ville comptait une population de 1 304 habitants. Elle est estimée, le 1er juillet 2019, à 1 347 habitants.

### Source de la traduction
- (en) Cet article est partiellement ou en totalité issu de l’article de Wikipédia en anglais intitulé « Palm Valley, Texas » (voir la liste des auteurs).